# Elia Zeni
Elia Zeni, née le 5 juin 2001 à Cavalese, est un biathlète italien.

## Biographie
Lors de la saison 2023-2024, il monte sur ses premiers podiums collectifs en Coupe du monde en terminant troisième des relais avec Didier Bionaz,  Lukas Hofer et Tommaso Giacomel à Oberhof et Ruhpolding.

## Palmarès

### Championnats du monde
| Édition \ Épreuve | Individuel | Sprint | Poursuite | Mass start | Relais | Relais mixte | Relais mixte simple |
| ----------------- | ---------- | ------ | --------- | ---------- | ------ | ------------ | ------------------- |
| Oberhof 2023      | 48e        | 53e    | 53e       | —          | 7e     | —            | —                   |
| Nové Město 2024   | 53e        | —      | —         | —          | 6e     | —            | —                   |
| Lenzerheide 2025  | 55e        | —      | —         | —          | 5e     | —            | —                   |

- — : non disputée par Elia Zeni

### Coupe du monde
- Meilleur résultat individuel : 24e

Mis à jour le 22 mars 2024.

#### Résultats détaillés en Coupe du monde
| 2022-2023 |        |        |         |        |        |        |        |    |        |        |        |        |        |        | .      | .      | .      | .  |        |        |        |        |         |         |    | 94e |
| 2022-2023 | IN     | SP     | PU      | SP     | PU     | SP     | PU     | MS | SP     | PU     | IN     | MS     | SP 52e | PU 51e | SP 53e | PU 53e | IN 48e | MS | SP 53e | PU 55e | IN 40e | MS     | SP DNF. | PU Ann. | MS | 94e |
| 2023-2024 |        |        |         |        |        |        |        |    |        |        |        |        |        |        | .      | .      | .      | .  |        |        |        |        |         |         |    | 48e |
| 2023-2024 | IN 44e | SP 42e | PU 44e< | SP 43e | PU 38e | SP 32e | PU 38e | MS | SP 52e | PU 49e | SP 35e | PU 26e | SI 42e | MS     | SP     | PU     | IN 53e | MS | IN 85e | MS     | SP 47e | PU 30e | SP 24e  | PU 54e  | MS | 48e |

#### Podium en relais en Coupe du monde
| Podiums en relais en Coupe du monde | Podiums en relais en Coupe du monde | Podiums en relais en Coupe du monde | Podiums en relais en Coupe du monde | Podiums en relais en Coupe du monde | Podiums en relais en Coupe du monde | Podiums en relais en Coupe du monde | Podiums en relais en Coupe du monde | Podiums en relais en Coupe du monde | Podiums en relais en Coupe du monde | Podiums en relais en Coupe du monde |
| n°                                  | Saison                              | Date                                | Lieu                                | Épreuve                             | Résultat                            | Composition                         | Composition                         | Composition                         | Composition                         | Compétition                         |
| ----------------------------------- | ----------------------------------- | ----------------------------------- | ----------------------------------- | ----------------------------------- | ----------------------------------- | ----------------------------------- | ----------------------------------- | ----------------------------------- | ----------------------------------- | ----------------------------------- |
| 1                                   | 2023-2024                           | 07-01-2024                          | Oberhof                             | Relais 4 x 7.5 km                   | Médaille de bronze                  | E. Zeni                             | D. Bionaz                           | L. Hofer                            | T. Giacomel                         | Coupe du monde                      |
| 2                                   | 2023-2024                           | 11-01-2024                          | Ruhpolding                          | Relais 4 x 7.5 km                   | Médaille de bronze                  | E. Zeni                             | D. Bionaz                           | L. Hofer                            | T. Giacomel                         | Coupe du monde                      |

### Championnats du monde juniors et jeunes
| Mondiaux / Épreuve             | Individuel | Sprint | Poursuite | Relais                   |
| 2020 (Cat. Jeunes) Lenzerheide | 36e        | 16e    | 23e       | 8e                       |
| 2022 Soldier Hollow            | 30e        | 27e    | 31e       | Médaille d'argent, monde |

Légende :
- : deuxième place, médaille d'argent